# Cattleya gaezeriana
Cattleya gaezeriana är en orkidéart som beskrevs av Marcos Antonio Campacci. Cattleya gaezeriana ingår i släktet Cattleya och familjen orkidéer. Inga underarter finns listade i Catalogue of Life.